# Manoir de la Ferronnays
Le manoir de la Ferronnays est une demeure qui se dresse sur la commune française de Calorguen dans le département des Côtes-d'Armor, en région Bretagne.
Le manoir est inscrit aux monuments historiques.

## Localisation
Le manoir est situé à proximité de la Rance qu'il domine légèrement, sur la commune de Calorguen, dans le département français des Côtes-d'Armor.

## Historique
Une inscription indique que le manoir est commandité par Gilles Ferron en 1569.

## Description

### Éléments de défense
Le portail de l'enceinte protège l'entrée et la porte du logis est surmontée d'une bretèche percée d'un trou de fusil.

## Protection aux monuments historiques
Le manoir fait l'objet d'une inscription au titre des monuments historiques par arrêté du 27 février 1926.